# Spoetnik 24
Spoetnik 24 (oude nummering: Spoetnik 31) (Russisch: Спутник 24 of Марс 1962B (Марс 2МВ-3 № 1)), was een Russische ruimtevlucht naar Mars uit 1962. Het was het vijfde Russische Marsschot. Dit was laatste toestel uit een serie van drie tijdens het lanceervenster van 1962. De Spoetnik 22 en 23 hadden eveneens de rode planeet als doel.

## Koude Oorlog start ruimterace
In tegenstelling tot zijn beide tegenhangers moest dit toestel niet langs Mars vliegen, maar een (harde) landing uitvoeren. In deze vroege fase van de ruimterace lag zowel de Russische als Amerikaanse ruimtevaarttechniek op een laag peil. Beide landen incasseerden dan ook vele tegenslagen. Geen enkele sonde had in dit stadium van de Koude Oorlog Venus of Mars bereikt. Een eerste zachte landing op de Maan, Venus of Mars uitvoeren, of alleen al de planeet voorbijvliegen voor enkele vage foto's trok veel aandacht van de pers. De twee supermachten investeerden daarom grote bedragen in ruimtevaart om prestige te verwerven.

## Gewicht en doel
Spoetnik 24 woog, samen met de laatste trap, 6500 kg. De sonde zelf had een gewicht van 890 kg. Deze vlucht was tevens bedoeld om na te gaan, hoe de instrumenten aan boord zich hielden tijdens de maandenlange interplanetaire reis. Als alles naar wens verliep, zou de sonde op 21 juni 1963 aankomen bij de rode planeet en op Mars neerstorten. Tijdens deze beginjaren van de ruimterace beschouwde het grote publiek dit als een knappe prestatie.

## Vluchtverloop
Spoetnik 24 werd gelanceerd op 4 november 1962 met een A-2-e Molniya draagraket vanaf Tjoeratam te Bajkonoer. Het ruimtevaartuig bereikte een baan met een hoogste punt van 590 km en een laagste punt van 197 km. Bij een omlooptijd van 92,4 minuten bedroeg de inclinatie 64,7° bij een excentriciteit van 0,02902. Door zware trillingen in de tweede trap trad een technische storing op. Een defecte tijdklok van de trap die de sonde op koers naar Mars moest zetten, veroorzaakte vroegtijdige uitschakeling van de raketmotor. Bijkomend probleem was, dat een pyrotechnische ontsteker in deze trap evenmin functioneerde. Zodoende bleef Spoetnik 24 steken in een lage parkeerbaan om de Aarde; de raket brak in stukken uiteen.
Vijf grote brokstukken werden opgepikt door de luchtverdediging van de VS, die het land tegen een nucleaire aanval van ICBM's moest beschermen. Door de lage baan ondervond de sonde veel wrijving en viel al spoedig terug in de dampkring. Op 19 januari 1963 verbrandde Spoetnik 24 in de atmosfeer.